# 柏市立光ヶ丘中学校
柏市立光ヶ丘中学校（かしわしりつひかりがおかちゅうがっこう）は千葉県柏市光ケ丘四丁目にある公立中学校。愛称は「光中」。

## 概要
1967年（昭和42年）4月に、柏市の発展に伴う人口増によって生徒数増加が著しい柏市立柏中学校より分離される形で開校。（開校時職員18名、生徒総数440名、学級数12）
1952年（昭和28年）の常磐線南柏駅開業以降、柏市南西部の急速な発展と、1957年（昭和32年）以降入居が進んでいた近隣の光ヶ丘団地の影響もあり、開校後も生徒数の増加は続き、3度にわたる校舎の増築の他、2度の校区分離が行われた。そのため校名由来にもなっている光ヶ丘団地の居住者は当校ではなく、分離された酒井根中学校の校区となっている。一方で南柏駅東口周辺（南柏中央、今谷上町・今谷南町等）は引き続き本校の通学区域となっている。

## 沿革
- 昭和42年4月 - 柏市立柏中学校より分離
- 昭和43年1月 - 新校舎落成、現住所へ移転（当時の住所表記は光ヶ丘1786-1）
- 昭和43年2月1日 - 創立記念日とする。
- 昭和45年3月 - 第2期増築校舎落成。
- 昭和46年2月 - 屋内体育館竣工。
- 昭和47年7月 - プール竣工。
- 昭和48年7月 - 第3期増築校舎落成
- 昭和49年2月 - 校歌発表
- 昭和53年4月 - 柏市立酒井根中学校分離
- 昭和61年3月 - 特別教室増築
- 昭和61年4月 - 柏市立中原中学校へ各学年1学級　一部分離
- 昭和63年2月 - 武道場竣工
- 昭和63年4月 - 学校住所表示の変更（光ヶ丘四四丁目23番1号）
- 平成4年3月 - 改築工事完了
- 平成8年4月 - 学校完全給食実施開始
- 平成29年10月27日 - 創立50周年記念式典

## 交通
- JR常磐線南柏駅から中原方面行バスで約15分、「光ヶ丘中学校入口」バス停から徒歩で約3分。
- 東武野田線増尾駅から徒歩約15分程度。